# Arkham House
La Arkham House è una casa editrice statunitense specializzata in letteratura fantastica e fondata a Sauk City (Wisconsin) nel 1939 da August Derleth e Donald Wandrei. Il suo nome deriva dalla città immaginaria di Arkham, ideata dallo scrittore Howard Phillips Lovecraft.
La prima pubblicazione di questa casa editrice fu proprio una raccolta di racconti di Lovecraft, a cui in seguito si aggiungeranno anche le pubblicazioni della corrispondenza privata dello scrittore di Providence. Tra i destinatari delle lettere di Lovecraft c'erano anche gli stessi Derleth e Wandrei. La pubblicazione della corrispondenza privata era nei piani già dalla fondazione della casa editrice, ma venne posticipato a causa dell'inaspettata mole del materiale raccolto e delle difficoltà di redigerlo per intero. Si stima che Lovecraft abbia scritto circa 100.000 lettere, ma solo 20.000 sono pervenute fino ai nostri giorni e, nonostante siano solo una parte, restano comunque una mole considerevole. Di queste, Arkham House ne raccolse circa mille in 5 volumi, ma decise di ridurne pesantemente la lunghezza omettendo le parti ritenute meno significative. Successivamente, la casa editrice Hippocampus Press le pubblicò in versione integrale raccogliendole in 13 volumi.
La Arkham House pubblicò anche i lavori di alcuni contemporanei di Lovecraft, tra cui Robert E. Howard, Frank Belknap Long, Clark Ashton Smith, Robert Bloch e Derleth stesso; la casa editrice di Sauk City si occupò anche di fiction classica, pubblicando autori come William Hope Hodgson, Algernon Blackwood, H. Russell Wakefield, Seabury Quinn e J. Sheridan Le Fanu; in seguito, stamperà anche i lavori di importanti scrittori come Ray Bradbury, Ramsey Campbell e Brian Lumley.
Nonostante pubblicasse autori di grande talento, la Arkham House non si rivelò un successo finanziario. Derleth stesso, nel 1970, ammise che gli incassi annuali della casa editrice non coprivano mai le spese, cosicché interveniva lui stesso a ripianare i debiti della Arkham House. Quando Derleth morì nel 1971, Donald Wandrei divenne direttore della società per un breve periodo. Gli succedette James Turner, che incluse nella rosa di autori pubblicati dalla Arkham House importanti scrittori di fantascienza e fantasy come Michael Bishop, Lucius Shepard, Bruce Sterling, James Tiptree Jr., Michael Shea e J. G. Ballard.

## Pubblicazioni

### Dal 2000
- Evermore, a cura di James Robert Smith e Stephen Mark Rainey (2006)
- Other Worlds Than Ours, di Nelson Bond (2005)
- Cave of a Thousand Tales, di Milt Thomas (2004)
- Selected Letters of Clark Ashton Smith, di Clark Ashton Smith (2003)
- The Cleansing, di John D. Harvey (2002)
- The Far Side of Nowhere, di Nelson Bond (2002)
- Book of the Dead, di E. Hoffman Price (2001)
- Arkham's Masters of Horror, a cura di Peter Ruber (2000)
- In the Stone House, di Barry N. Malzberg (2000)

### Anni novanta
- Sixty Years of Arkham House, a cura di S. T. Joshi (1999)
- Dragonfly, di Frederic S. Durbin (1999)
- New Horizons, a cura di August Derleth (1999)
- Lovecraft Remembered, a cura di Peter Cannon (1998)
- Flowers from the Moon and Other Lunacies, di Robert Bloch (1998)
- Voyages by Starlight, di Ian R. MacLeod (1997)
- Synthesis & Other Virtual Realities, di Mary Rosenblum (1996)
- Cthulhu 2000: A Lovecraftian Anthology, a cura di James Turner (1995)
- Miscellaneous Writings, di H. P. Lovecraft, a cura di S.T. Joshi (1994)
- The Breath of Suspension, di Alexander Jablokov (1994)
- The Aliens of Earth, di Nancy Kress (1993)
- Alone with the Horrors: The Great Short Fiction of Ramsey Campbell 1961-1991, di Ramsey Campbell (1993)
- Meeting in Infinity, di John Kessel (1992)
- Lord Kelvin's Machine, di James P. Blaylock (1992)
- Gravity's Angels, di Michael Swanwick (1991)
- The Ends of the Earth, di Lucius Shepard (1990)
- Her Smoke Rose Up Forever, di James Tiptree, Jr. (1990)

### Anni ottanta
- Tales of the Cthulhu Mythos: Golden Anniversary Anthology, di H. P. Lovecraft e Altri Autori (1989)
- Crystal Express, di Bruce Sterling (1989)
- The Horror in the Museum and Other Revisions, di H. P. Lovecraft (1989)
- Memories of the Space Age, di J.G. Ballard (1988)
- A Rendezvous in Averoigne, di Clark Ashton Smith (1988)
- Polyphemus, di Michael Shea (1987)
- The Jaguar Hunter, di Lucius Shepard (1987)
- Tales of the Quintana Roo, di James Tiptree, Jr. (1986)
- Dreams of Dark and Light: The Great Short Fiction of Tanith Lee, di Tanith Lee (1986)
- Dagon and Other Macabre Tales, di Howard Phillips Lovecraft (1986)
- At the Mountains of Madness and Other Novels, di Howard Phillips Lovecraft (1985)
- The Dunwich Horror and Others, di Howard Phillips Lovecraft (1985)
- Lovecraft's Book, di Richard A. Lupoff (1985)
- Who Made Stevie Crye?, di Michael Bishop (1984)
- Watchers at the Strait Gate, di Russell Kirk (1984)
- One Winter in Eden, di Michael Bishop (1984)
- The Zanzibar Cat, di Joanna Russ (1983)
- The Wind from a Burning Woman, di Greg Bear (1983)
- The House of the Wolf, di Basil Copper (1983)
- The Solar Pons Omnibus, di August Derleth, a cura di Basil Copper (1982)
- The Darkling, di David Kesterton (1982)
- Blooded on Arachne, di Michael Bishop (1982)
- Tales from the Nightside, di Charles L. Grant (1981)
- Collected Poems, di Richard L. Tierney (1981)
- The Third Grave, di David Case (1981)
- New Tales of the Cthulhu Mythos, a cura di Ramsey Campbell (1980)
- Necropolis, di Basil Copper (1980)

### Anni settanta
- The Black Book of Clark Ashton Smith, di Clark Ashton Smith (1979)
- The Princess of All Lands, di Russell Kirk (1979)
- In the Mist and Other Uncanny Encounters, di Elizabeth Walter (1979)
- Half in Shadow, di Mary Elizabeth Counselman (1978)
- Born to Exile, di Phyllis Eisenstein (1978)
- In Mayan Splendor, di Frank Belknap Long (1977)
- The Horror at Oakdeene and Others, di Brian Lumley (1977)
- And Afterward, the Dark, di Basil Copper (1977)
- Kecksies and Other Twilight Tales, di Marjorie Bowen (1976)
- The Height of the Scream, di Ramsey Campbell (1976)
- Literary Swordsmen and Sorcerers, di L. Sprague de Camp (1976)
- Dwellers in Darkness, di August Derleth (1976)
- Selected Letters V (1934-1937), di Howard Phillips Lovecraft (1976)
- Selected Letters IV (1932-1934), di Howard Phillips Lovecraft (1976)
- Dreams from R'lyeh, di Lin Carter (1975)
- The Purcell Papers, di J. Sheridan LeFanu (1975)
- Nameless Places, a cura di Gerald W. Page (1975)
- The House of the Worm, di Gary Myers (1975)
- Harrigan's File, di August Derleth (1975)
- Xélucha e altri orrori, di M. P. Shiel (1975)
- Howard Phillips Lovecraft: Dreamer on the Nightside, di Frank Belknap Long (1975)
- The Watchers Out of Time and Others, di Howard Phillips Lovecraft e August Derleth (1974)
- Collected Ghost Stories, di Mary E. Wilkins-Freeman (1974)
- Beneath the Moors, di Brian Lumley (1974)
- Stories of Darkness and Dread, di Joseph Payne Brennan (1973)
- From Evil's Pillow, di Basil Copper (1973)
- Demons by Daylight, di Ramsey Campbell (1973)
- The Rim of the Unknown, di Frank Belknap Long (1972)
- Disclosures in Scarlet, di Carl Jacobi (1972)
- The Arkham Collector: Volume I, a cura di August Derleth (1972)
- The Caller of the Black, di Brian Lumley (1971)
- Selected Letters III (1929-1931), di Howard Phillips Lovecraft (1971)
- Songs and Sonnets Atlantean, di Donald S. Fryer (1971)
- The Arkham Collector Numero Dieci: estate (1971)
- Dark Things, a cura di August Derleth (1971)
- Eight Tales, di Walter de la Mare (1971)
- The Arkham Collector Numero Nove: primavera (1971)
- The Face in the Mirror, di Denys Val Baker (1971)
- Selected Poems, di Clark Ashton Smith (1971)
- The Arkham Collector Numero Otto: inverno (1971)
- The Horror in the Museum and Other Revisions, di Howard Phillips Lovecraft (1970)
- The Arkham Collector Numero Sette: estate (1970)
- Other Dimensions, di Clark Ashton Smith (1970)
- Demons and Dinosaurs, di L. Sprague deCamp (1970)
- Thirty Years of Arkham House, 1939-1969: A History and Bibliography, a cura di August Derleth (1970)
- The Arkham Collector Numero Sei: inverno (1970)

### Anni sessanta
- The Folsom Flint and Other Curious Tales, di David H. Keller (1969)
- Tales of the Cthulhu Mythos, di Howard Phillips Lovecraft e Altri Autori (1969)
- The Arkham Collector Numero Cinque: estate (1969)
- The Arkham Collector Numero Quattro: inverno (1969)
- The Arkham Collector Numero Tre: estate (1968)
- Nightmares and Daydreams, di Nelson Bond (1968)
- Selected Letters II (1925-1929), di H. P. Lovecraft (1968)
- The Green Round, di Arthur Machen (1968)
- The Arkham Collector Numero Due: inverno (1968)
- Strange Gateways, di E. Hoffmann Price (1967)
- Three Tales of Horror, di Howard Phillips Lovecraft (1967)
- The Mind Parasites, di Colin Wilson (1967)
- The Arkham Collector Numero Uno: estate (1967)
- Travellers by Night, a cura di August Derleth (1967)
- Deep Waters, di William Hope Hodgson (1967)
- Black Medicine, di Arthur J. Burks (1967)
- Colonel Markesan and Less Pleasant People, di August Derleth e Mark Schorer (1966)
- The Dark Brotherhood and Other Pieces, di Howard Phillips Lovecraft e Altri Autori (1966)
- Strange Harvest, di Donald Wandrei (1965)
- Something Breathing, di Stanley McNail (1965)
- The Quick and the Dead, di Vincent Starrett (1965)
- Dagon and Other Macabre Tales, di Howard Phillips Lovecraft (1965)
- Poems in Prose, di Clark Ashton Smith (1965)
- Selected Letters I (1911-1924), di Howard Phillips Lovecraft (1965)
- Tales of Science and Sorcery, di Clark Ashton Smith (1964)
- Nightmare Need, di Joseph Payne Brennan (1964)
- Portraits in Moonlight, di Carl Jacobi (1964)
- At the Mountains of Madness and Other Novels, di H. P. Lovecraft (1964)
- Over the Edge, a cura di August Derleth (1964)
- Poems for Midnight, di Donald Wandrei (1964)
- The Inhabitant of the Lake and Less Welcome Tenants, di J. Ramsey Campbell (1964)
- The Dark Man and Others, di Robert E. Howard (1963)
- Mr. George and Other Odd Persons, di Stephen Grendon (1963)
- Who Fears the Devil?, di Manly Wade Wellman (1963)
- Autobiography: Some Notes on a Nonentity, di Howard Phillips Lovecraft: note di August Derleth (1963)
- The Dunwich Horror and Others, di Howard Phillips Lovecraft (1963)
- Collected Poems, di Howard Phillips Lovecraft (1963)
- The Horror from the Hills, di Frank Belknap Long (1963)
- 100 Books by August Derleth, di August Derleth (1962)
- The Trail of Cthulhu, di August Derleth (1962)
- Dark Mind, Dark Heart, a cura di August Derleth (1962)
- Lonesome Places, di August Derleth (1962)
- Dreams and Fancies, di Howard Phillips Lovecraft (1962)
- The Shunned House, di Howard Phillips Lovecraft (1961)
- Fire and Sleet and Candlelight, a cura di August Derleth (1961)
- Strayers from Sheol, di H. Russell Wakefield (1961)
- Invaders from the Dark, di Greye La Spina (1960)
- Pleasant Dreams: Nightmares, di Robert Bloch (1960)
- The Abominations of Yondo, di Clark Ashton Smith (1960)

### Anni cinquanta
- The Shuttered Room and Other Pieces, di Howard Phillips Lovecraft e Altri Autori (1959)
- Some Notes on H. P. Lovecraft, di August Derleth (1959)
- Arkham House: The First 20 Years, di August Derleth (1959)
- Nine Horrors and a Dream, di Joseph Payne Brennan (1958)
- The Mask of Cthulhu, di August Derleth (1958)
- Spells and Philtres, di Clark Ashton Smith (1958)
- Always Comes Evening, di Robert E. Howard (1957)
- The Survivor and Others, di Howard Phillips Lovecraft and August Derleth (1957)
- The Feasting Dead, di John Metcalfe (1954)
- The Curse of Yig, di Zealia Bishop (1953)
- Night's Yawning Peal: A Ghostly Company, a cura di August Derleth (1952)
- Tales from Underwood, di David H. Keller (1952)
- The Dark Chateau, di Clark Ashton Smith (1951)
- A Hornbook for Witches, di Leah Bodine Drake (1950)

### Anni quaranta
- The Throne of Saturn, di S. Fowler Wright (1949)
- The Arkham Sampler, Volume II, Numero Quattro: autunno, 1949
- The Arkham Sampler, Volume II, Numero Tre: estate, 1949
- The Arkham Sampler, Volume II, Numero Due: primavera, 1949
- The Arkham Sampler, Volume II, Numero Uno: inverno, 1949
- Something About Cats and Other Pieces, di H. P. Lovecraft (1949)
- Not Long for this World, di August Derleth (1948)
- Genius Loci and Other Tales, di Clark Ashton Smith (1948)
- The Arkham Sampler, Volume I, Numero Quattro: autunno, 1948
- The Arkham Sampler, Volume I, Numero Tre: estate, 1948
- The Arkham Sampler, Volume I, Numero Due: primavera, 1948
- The Arkham Sampler, Volume I, Numero Uno: inverno, 1948
- Roads, di Seabury Quinn (1948)
- The Fourth Book of Jorkens, di Lord Dunsany (1948)
- The Web of Easter Island, di Donald Wandrei (1948)
- The Travelling Grave and Other Stories, di L. P. Hartley (1948)
- Night's Black Agents, di Fritz Leiber, Jr. (1947)
- Revelations in Black, di Carl Jacobi (1947)
- Dark Carnival, di Ray Bradbury (1947)
- Dark of the Moon: Poems of Fantasy and the Macabre, a cura di August Derleth (1947)
- This Mortal Coil, di Cynthia Asquith (1947)
- Slan, di A. E. van Vogt (1946)
- The Clock Strikes Twelve, di H. Russell Wakefield (1946)
- Fearful Pleasures, di A. E. Coppard (1946)
- West India Lights, di Henry S. Whitehead (1946)
- Skull-Face and Others, di Robert E. Howard (1946)
- The House on the Borderland and Other Novels, di William Hope Hodgson (1946)
- The Doll and One Other, di Algernon Blackwood (1946)
- The Hounds of Tindalos, di Frank Belknap Long (1946)
- The Lurker at the Threshold, di H. P. Lovecraft e August Derleth (1945)
- Green Tea and Other Ghost Stories, di J. Sheridan LeFanu (1945)
- Witch House, di Evangeline Walton (1945)
- The Opener of the Way, di Robert Bloch (1945)
- Something Near, di August Derleth (1945)
- Marginalia di Howard Phillips Lovecraft (1944)
- Lost Worlds, di Clark Ashton Smith (1944)
- Jumbee and Other Uncanny Tales, di Henry S. Whitehead (1944)
- The Eye and the Finger, di Donald Wandrei (1944)
- Beyond the Wall of Sleep, di Howard Phillips Lovecraft (1943)
- Out of Space and Time, di Clark Ashton Smith (1942)
- Someone in the Dark, di August Derleth (1941)

### 1939
- The Outsider and Others, di Howard Phillips Lovecraft (1939)